# Marockanska köket

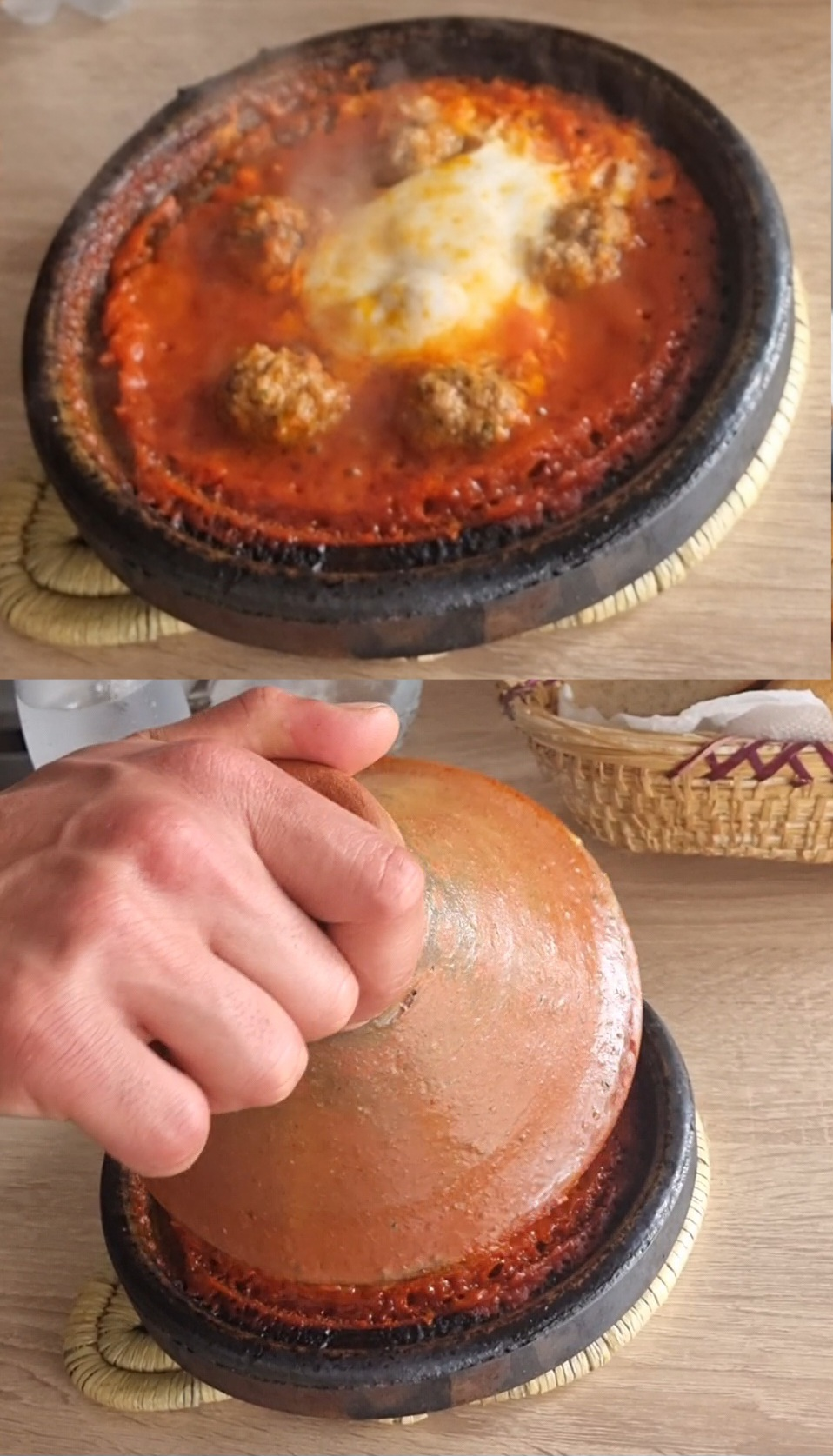
Den traditionella rätten tagine, serverad i det typiska lerkärlet som även det heter tagine. Denna tagine är tillagad med ägg och köttbullar i en kryddad tomatsås.

Det marockanska köket kan sägas tillhöra medelhavsköket och är sedan länge ansett som ett av världens mest mångfacetterade. Många folkslag har under årens lopp lämnat bidrag till Marockos matkultur, och hämtar influenser från berber, araber, morer, judar, Mellanöstern, medelhavsländerna och Afrika. De kungliga kockarna i Fès, Meknes, Marrakech, Rabat och Tetouan har under århundradenas lopp raffinerat det marockanska köket och gett det dess särprägel. Lök, oliver, torkade citroner, granatäpplen, dadlar, fikon, russin och nötter, persilja, koriander och mynta är typiska ingredienser som smaksätter rätter ofta baserade på grönsaker, kyckling eller lamm.

## Historiska influenser
Nordafrika har genom tiderna varit tummelplats för många kulturer och folkslag, som alla satt avtryck i det marockanska köket. Kokkonsten bär spår av det nomadiska berberfolket, senare kom romarna med sitt välutvecklade kök. Även de turkiska och judiska köken såväl som andra matkulturer från Mellanöstern har lämnat spår i landets matkultur. Politiska flyktingar från Bagdad tog med sig sina recept när de tog sin tillflyktsort till Marocko under medeltiden. Dessa rätter är nu vanliga i Marocko medan de fallit i glömska i Mellanöstern. Detta vet man eftersom det finns slående likheter mellan en 1100-talsnedteckning av recept av Al-Baghdadi och nutida marockanska rätter. Typiska inslag som att koka frukt tillsammans med kött, som kvitten med lamm och aprikoser med kyckling. Andra influenser till det marockanska köket kom från de muslimska flyktingarna (morisco) som tvingades lämna Spanien under den spanska inkvisitionen.

## Kryddor

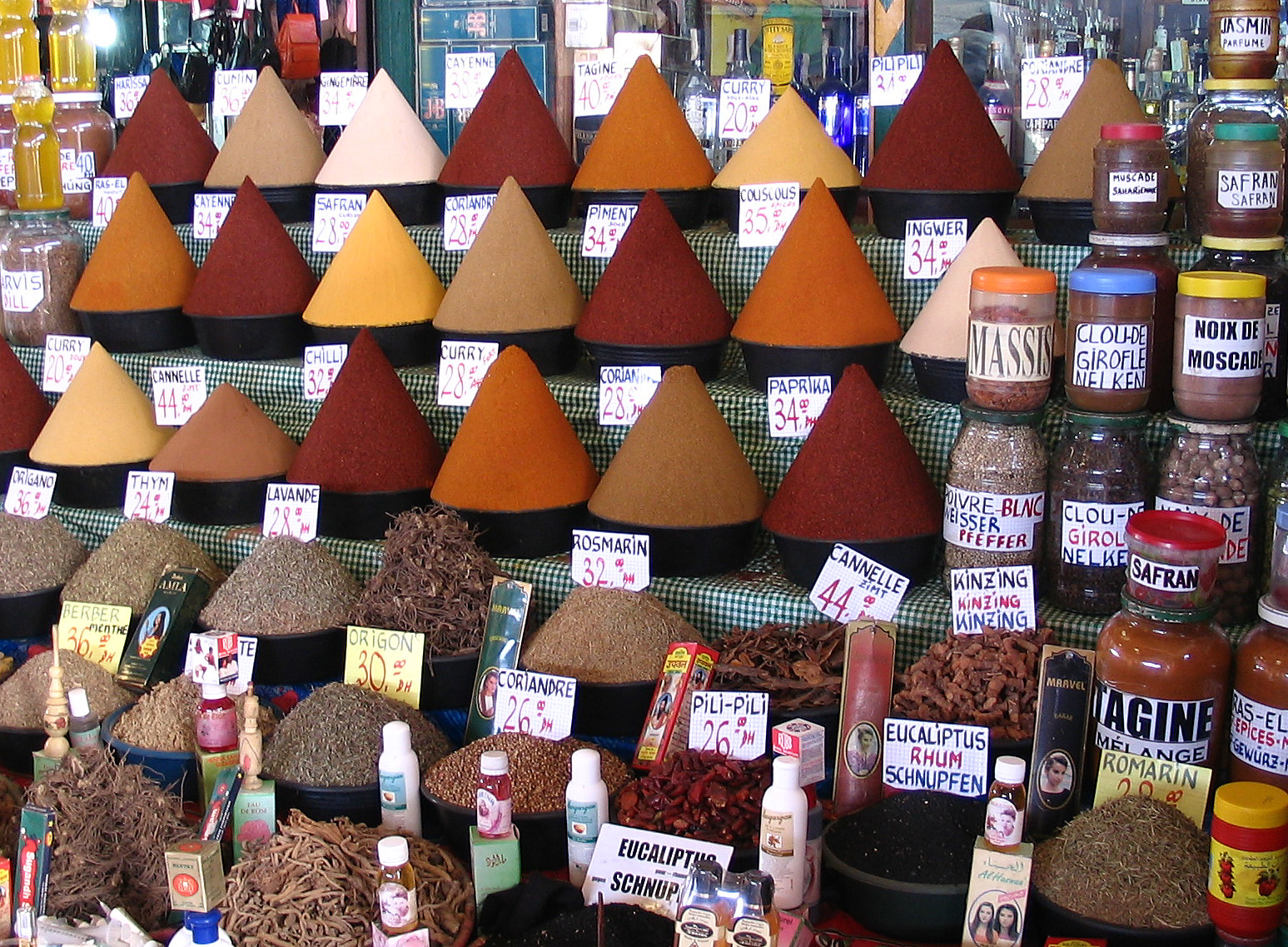
Kryddförsäljning på en marknad i Agadir

Kryddor är en viktig ingrediens i det marockanska köket. Kryddor har importerats till Marocko i tusentals år, men landet har även en inhemsk produktion av kryddor, som exempelvis saffran från Tiliouine, mynta och oliver från Meknes samt apelsiner och citroner från Fez. Vanliga kryddor är karfa (kanel), kamoun (kummin), kharkoum (gurkmeja), skingbir (ingefära), libzar (svartpeppar) , tahmira (paprika), anisfrön, sesamfrön, kasbour (koriander), maadnous (persilja), zaafrane beldi (saffran) och mynta.
En klassisk och brett använd kryddblandning är Ras el hanout, som traditionellt består av upp till 30 ingredienser och där varje kryddbutik har sitt eget recept.

## Måltider
Måltiden mitt på dagen är huvudmålet, förutom under den heliga fastemånaden ramadan. En typisk formell måltid börjar med en räcka varma och kalla sallader, följt av tagine. Bröd bjuds till alla rätter. Därefter serveras ofta en lamm- eller kycklingrätt, följt av couscous som toppats med kött eller grönsaker. En kopp sött myntate avslutar måltiden. Det är vanligt att man äter med fingrarna, med brödet som ett "bestick".

## Huvudrätter

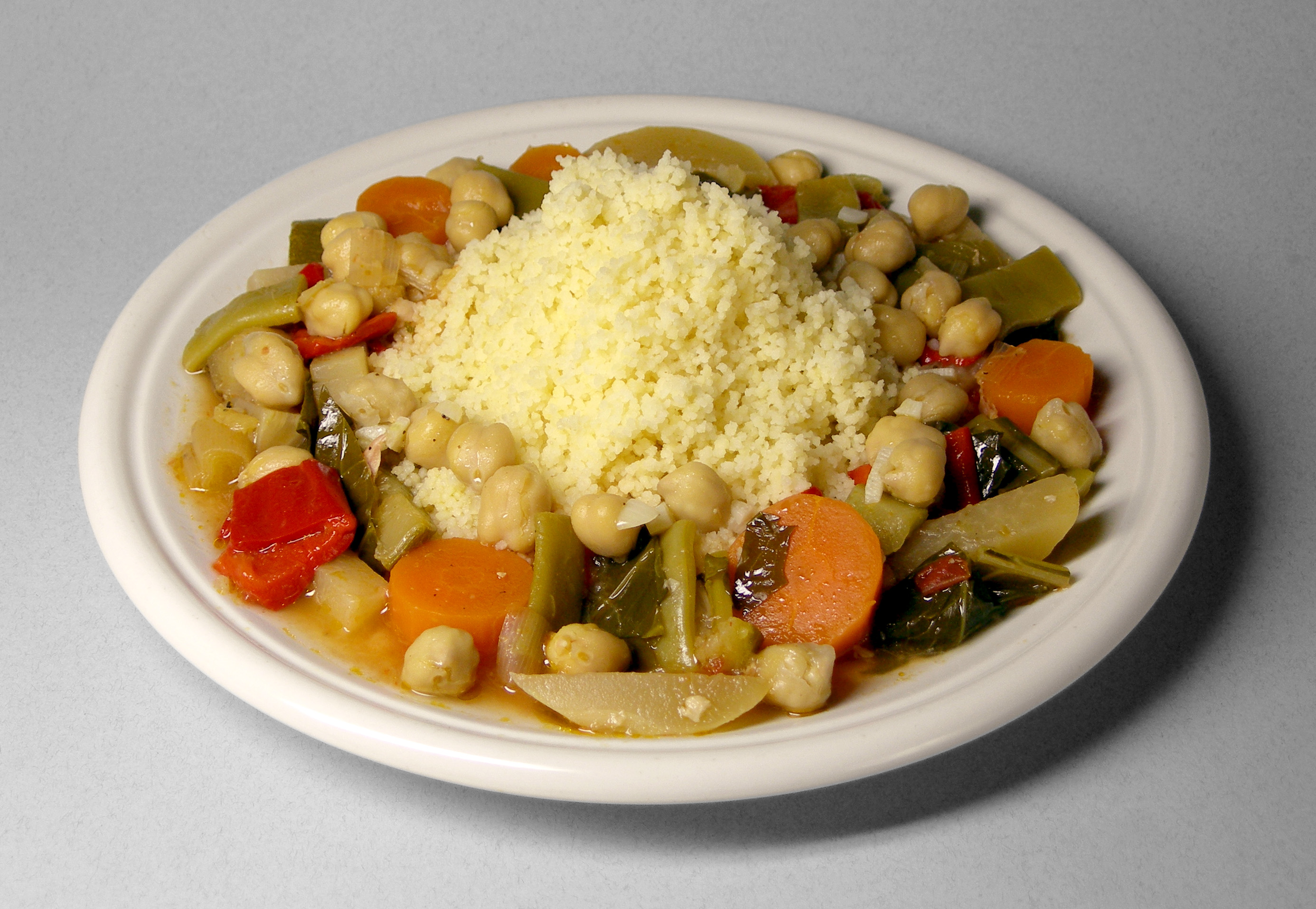
Nylagad couscous med grönsaker och kikärtor.

Den rätt som de flesta förknippar med det marockanska köket, och som man närmast kan likna vid en nationalrätt, är couscous. Det är en mycket gammal rätt och har förmodligen sitt ursprung hos berberfolket. Varje region i Marocko har sin speciella variant av couscous. Recepten är alla baserade på couscousgryn av och kan innehålla grönsaker (belboula), surmjölk, bönor och fikon, kyckling, fisk och skaldjur, och tusentals andra varianter.
Tagine är dels ett glaserat lerkärl och dels rätten som tillagas i detta. Taginer är en viktig beståndsdel i det marockanska köket och är en ragu innehållande kött av lamm, fågel eller fisk och har en koncentrerad buljong som frigör köttets smak och förstärker kryddornas arom. Till taginen serveras ofta tillbehör som couscous, harissa och yoghurtsås.
Andra berömda marockanska rätter är pastilla (kött av inälvor, kyckling, fisk eller duva, inbakad i en deg och garnerad med florsocker och mandlar), harira (en kraftig soppa av baljväxter, kryddad med koriander, persilja och tomater. Till den äter man torkade dadlar eller fikon).

## Desserter och bakverk
Sötsaker är inte ett framstående inslag i det marockanska köket, men vissa bakverk är välkända. Beghrir kallas de luftiga pannkakor som serveras varma med honung och smör. En vanlig dessert är "gasellhorn" (kaâba ghouzal), vilket är en deg av mjöl, äggvita och apelsinblomsvatten med en mandelfyllning, formad som halvmånar som liknar horn. Ett annat bakverk är briourater, små friterade degfickor fyllda med en mandelsmet.

## Dryck

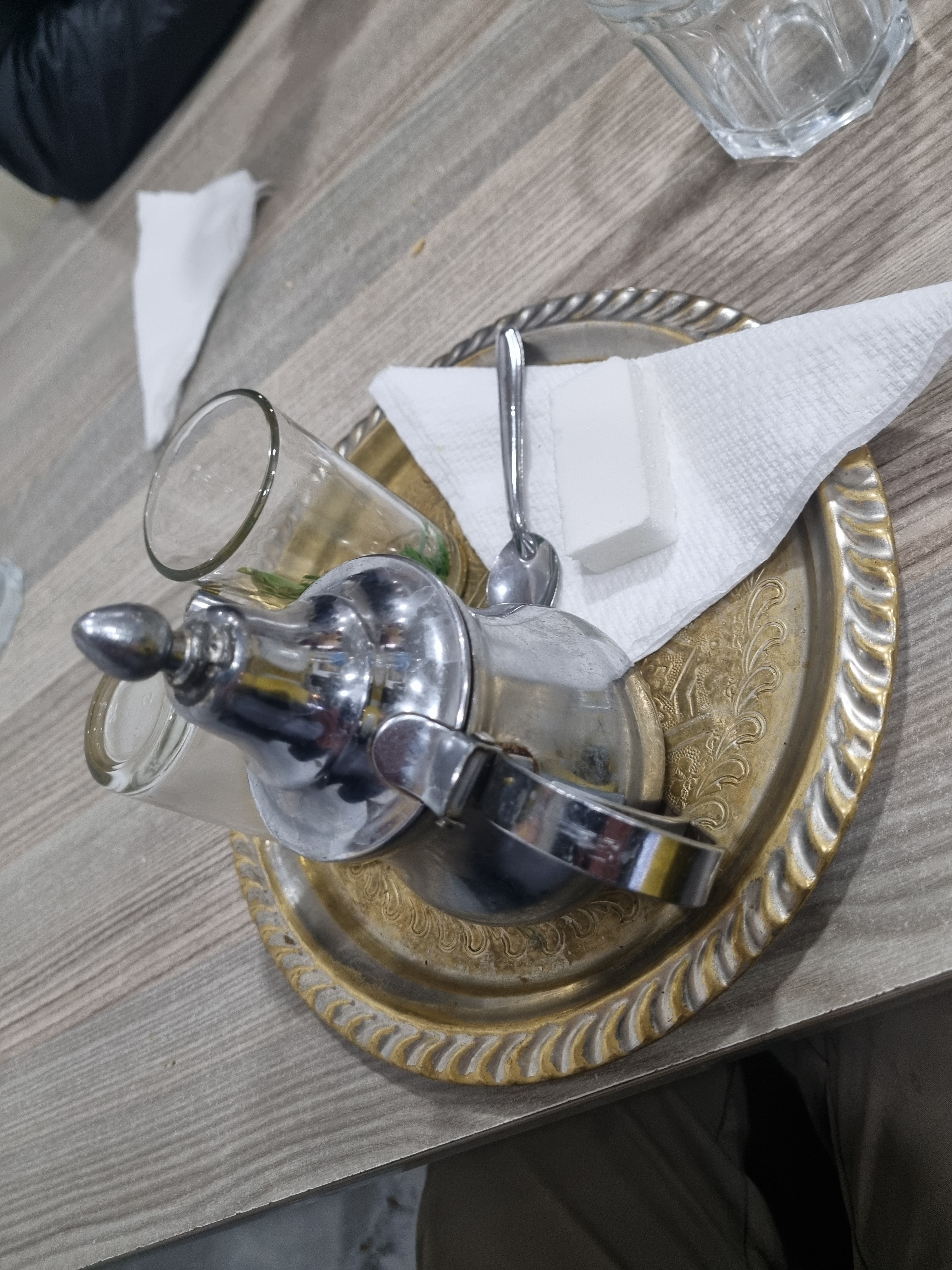
Marockanskt malörtste serverat med socker

Typiskt marockanskt är myntate som görs på grönt te och marockansk mynta, blandat med mycket socker. På vintern ersätts myntateet 8fta med malörtste. Hur man häller upp teet är minst lika viktigt som råvarornas kvalitet. Man serverar det ur en tekanna med en långsmal pip, ner i höga dricksglas. Det anses vara ett stycke konst att tillaga gott te och det är en viktig företeelse i det dagliga umgänget med familj och vänner.